# Trinka Trinka
Trinka Trinka는 2008년 9월 17일에 발매된 OLIVIA의 6번째 미니앨범이다.
6번트랙인 Your smile은 파리에서 단독라이브를 할 때 Real Love로 소개되었다.

## 트랙리스트
1. Trinka Trinka
2. Rain
3. Beacause
4. Collecting sparkles
5. Miss you
6. Your smile

## 노래가 쓰인 곳
- Rain:일본 테레비 도쿄계 드라마 휴대폰 수사관 7 엔딩테마
- 출처 : http://www.visionfactory.jp/artist/olivia/disco%5B깨진+링크(과거+내용+찾기)%5D

## CD 첫회반 특전
- OLIVIA ART & PHOTO BOOK
- 출처 : http://www.visionfactory.jp/artist/olivia/disco%5B깨진+링크(과거+내용+찾기)%5D